# 弗拉维娅·洛佩斯·萨赖瓦
弗拉维娅·洛佩斯·萨赖瓦（葡萄牙語：Flávia Lopes Saraiva，1999年9月30日—）生于里约热内卢，是一名巴西女子竞技体操运动员。萨赖瓦7岁时开始练习体操。她17岁时身高仅有1米33，这一身高远小于其他女子体操选手。2014年，她顶替受伤的队友丽贝卡·安得拉迪参加南京青奥，获得1枚金牌和2枚银牌。2015年，她入选成年国家队，开始参加成年级别赛事。